# Milica Đurđević Stamenkovski
Milica Đurđević Stamenkovski (cirill betűkkel Милица Ђурђевић Стаменковски, magyar átírással Milica Gyurgyevity Sztamenovszki) (Belgrád, 1990. július 21. –) szerb szélsőjobboldali politikus, politológus, a Szerbiai Eskütartók Pártjának alelnöke, szóvivője és egyik alapítója.

## Élete
1990. július 21-én született Belgrádban. Apja Rajko Đurđević író és publicista. Milica a Belgrádi Egyetem Politikatudományi Karára járt.
A 2008-as koszovói függetlenségi nyilatkozat, valamint Radovan Karadžić letartóztatása elleni tüntetések vezetőjeként lett ismert. Tüntetéseket szervezett Tony Blair volt brit miniszterelnök szerbiai látogatása, valamint a Szerbia és a NATO között létrejött megállapodás ratifikálása ellen is.
Részt vett a Bassár el-Aszad szíriai elnököt támogató gyűlésen, valamint a Krím annektálása és a donbászi háború alkalmából az Orosz Föderációt támogató tüntetésen. A 2016-os szerbiai parlamenti választáson a Szerbiai Eskütartók Pártjának listáját vezette, azonban a lista nem lépte át az 5%-os küszöböt.
2017-ben férjhez ment Stefan Stamenkovskihoz, a Szerbiai Eskütartók Pártjának egyik alapítójához és elnökéhez.